# 树林站 (黑龙江省)
树林乘降所位于黑龙江省齐齐哈尔市富裕县富裕林场，乘降所。车站始建于1928年5月，1931年1月随着齐北铁路的通车而投入运营。

## 历史
建于1928年。